# Ebes
Ebes es un pueblo húngaro perteneciente al distrito de Hajdúszoboszló en el condado de Hajdú-Bihar, con una población en 2012 de 4390 habitantes.
Se conoce su existencia desde 1271, originalmente con el nombre de Ebey. Con el tiempo, la localidad original se despobló y pasó a ser un paraje rústico de Debrecen. En 1952 se separó de Debrecen y volvió a considerarse una localidad separada.
Se ubica sobre la carretera E573, a medio camino entre Hajdúszoboszló y Debrecen.